# Norbert Krakowiak
Norbert Krakowiak (ur. 28 lipca 1999 w Poznaniu) – polski żużlowiec.
Wychowanek ŻKS Ostrovia. Licencję żużlową zdobył w 2014 roku. W sezonie 2024 ma reprezentować Wilki Krosno.

## Starty w rozgrywkach ligowych

### Drużynowe Mistrzostwa Polski
| Sezon | Liga       | Klub                                 | Miejsce | Mecze | Biegi | Punkty | Bonusy | Razem | Śr. bieg.   | Zwycięzca ligi            | Mistrz Polski            |
| ----- | ---------- | ------------------------------------ | ------- | ----- | ----- | ------ | ------ | ----- | ----------- | ------------------------- | ------------------------ |
| 2015  | I Liga     | ŻKS Ostrovia Ostrów Wielkopolski     | 2.      | 3     | 8     | 11     | 2      | 13    | 1,625 (nsk) | SK Lokomotīve Dyneburg    | Fogo Unia Leszno         |
| 2016  | Ekstraliga | Get Well Toruń                       | 2.      | 3     | 8     | 4      | 2      | 6     | 0,750 (nsk) | Stal Gorzów Wielkopolski  | Stal Gorzów Wielkopolski |
| 2017  | Ekstraliga | Get Well Toruń                       | 7.      | 1     | 2     | 0      | 0      | 0     | 0,000 (nsk) | Fogo Unia Leszno          | Fogo Unia Leszno         |
| 2017  | II Liga    | GTM Start Gniezno (wypożyczenie)     | 1.      | 5     | 17    | 18     | 3      | 21    | 1,235 (nsk) | –                         | Fogo Unia Leszno         |
| 2018  | I Liga     | Car Gwarant Start Gniezno            | 3.      | 13    | 38    | 39     | 10     | 49    | 1,289 (45.) | Speed Car Motor Lublin    | Fogo Unia Leszno         |
| 2019  | Ekstraliga | Stelmet Falubaz Zielona Góra         | 4.      | 18    | 53    | 45     | 8      | 53    | 1,000 (51.) | Fogo Unia Leszno          | Fogo Unia Leszno         |
| 2020  | Ekstraliga | RM Solar Falubaz Zielona Góra        | 4.      | 17    | 53    | 71     | 12     | 83    | 1,566 (32.) | Fogo Unia Leszno          | Fogo Unia Leszno         |
| 2021  | Ekstraliga | ZOOleszcz DPV Logistic GKM Grudziądz | 7.      | 14    | 49    | 55     | 9      | 64    | 1,306 (40.) | Betard Sparta Wrocław     | Betard Sparta Wrocław    |
| 2022  | Ekstraliga | ZOOleszcz GKM Grudziądz              | 7.      | 14    | 66    | 90     | 10     | 100   | 1,515 (32.) | Motor Lublin              | Motor Lublin             |
| 2023  | Ekstraliga | ZOOleszcz GKM Grudziądz              | 7.      | 2     | 7     | 5      | 1      | 6     | 0,857 (nsk) | Platinum Motor Lublin     | Platinum Motor Lublin    |
| 2023  | I Liga     | ebebe PSŻ Poznań (wypożyczenie)      | 8.      | 12    | 59    | 102    | 7      | 109   | 1,848 (22.) | Enea Falubaz Zielona Góra | Platinum Motor Lublin    |
| 2024  | I Liga     | Cellfast Wilki Krosno                | 5.      | 15    | 59    | 77     | 10     | 87    | 1,475 (34.) | Innpro ROW Rybnik         | Orlen Oil Motor Lublin   |

Podsumowanie:
| Sezony | Mecze | Biegi | Pkt | Bonusy | Razem | Średnia/bg | Średnia/mc |
| ------ | ----- | ----- | --- | ------ | ----- | ---------- | ---------- |
| 10     | 117   | 416   | 517 | 74     | 591   | 1,421      | 5,051      |

## Sukcesy medalowe
| Rok  | Miasto       | Zawody                                       | Medal         |
| ---- | ------------ | -------------------------------------------- | ------------- |
| 2019 | Gorzów Wlkp. | Młodzieżowe Mistrzostwa Polski Par Klubowych | złoty medal   |
| 2020 | Rybnik       | Młodzieżowe Mistrzostwa Polski Par Klubowych | złoty medal   |
| 2020 | Outrup       | Drużynowe Mistrzostwa Świata Juniorów        | złoty medal   |
| 2020 | Łódź         | Drużynowe Mistrzostwa Europy Juniorów        | złoty medal   |
| 2020 | Zielona Góra | Młodzieżowe Indywidualne Mistrzostwa Polski  | brązowy medal |